# Bandeira da Igreja Ortodoxa Grega

Bandeira da Igreja Ortodoxa Grega

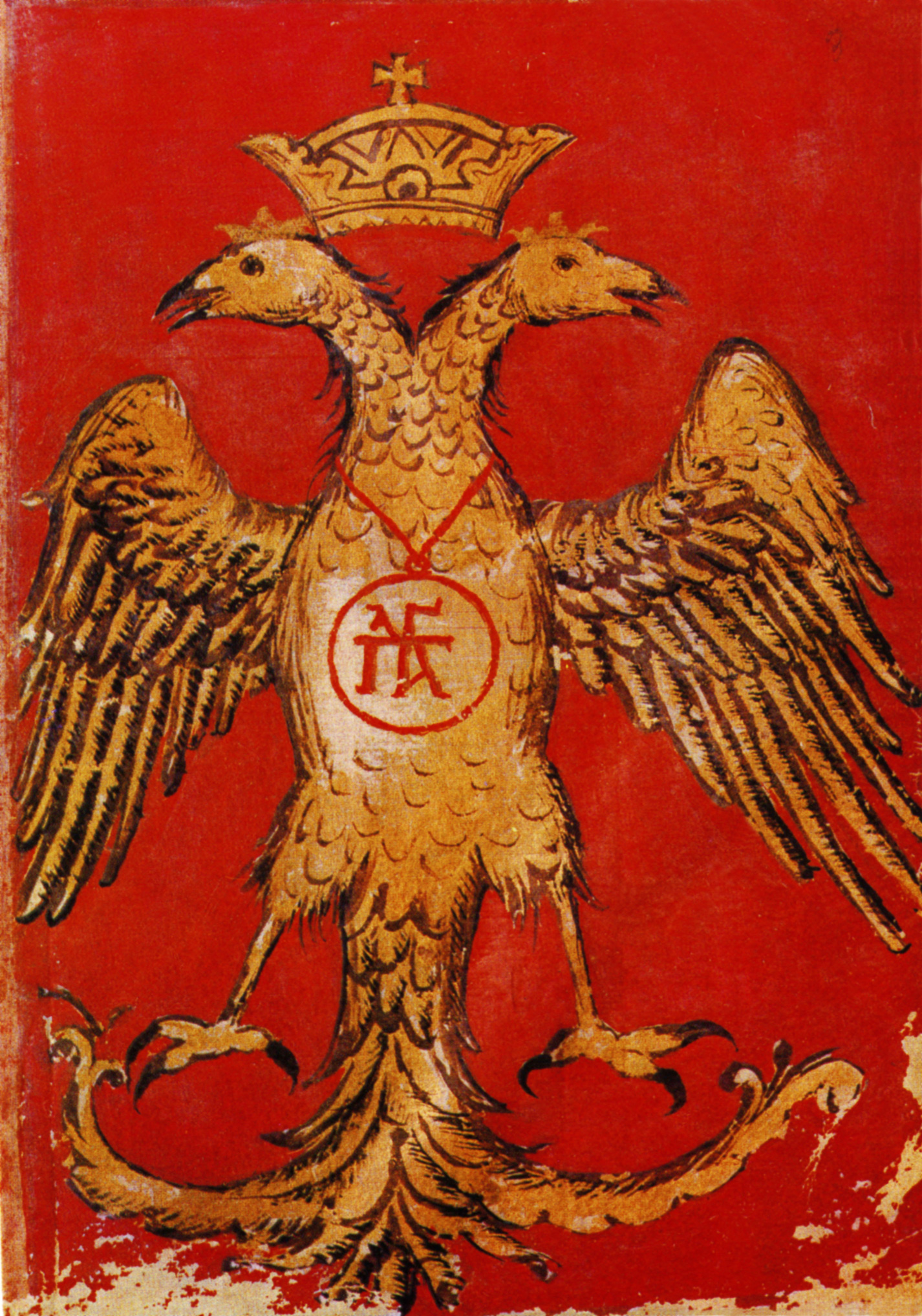
Emblema da águia de duas cabeças de João VIII Paleólogo (r. 1425–1448).

O Patriarcado Ecumênico e o Monte Athos, e também as Igrejas Ortodoxas Gregas na diáspora sob o Patriarcado, usam uma águia preta de duas cabeças em um campo amarelo como sua bandeira ou emblema.
A águia é retratada segurando uma espada e um orbe com uma coroa acima e entre suas duas cabeças. Uma variante anterior da bandeira, usada na década de 1980, combinava o desenho da águia de duas cabeças com as listras azuis e brancas da bandeira da Grécia .
O desenho às vezes é chamado de "Bandeira Imperial Bizantina" e é considerado — incorretamente — como a verdadeira bandeira histórica do Império Bizantino . A águia de duas cabeças foi historicamente usada como um emblema no final do período bizantino (séculos XIV e XV), mas não em bandeiras; em vez disso, foi bordada em roupas e apetrechos imperiais tanto pelos imperadores Paleólogos do Império Bizantino quanto pelos governantes Grão-Comnenos do Império de Trebizonda, descendentes da família imperial bizantina de mesmo nome. A bandeira real do Império Bizantino da era Paleóloga era baseada na cruz tetragramática em ouro sobre fundo vermelho. Este desenho também forma a base para outra bandeira usada pela Igreja Ortodoxa da Grécia, com a inscrição adicional de TOYTῼ NIKA (em latim, in hoc signo vinces), significando "com este sinal vencerás".